# Sylvio de Magalhães Padilha
Sylvio de Magalhães Padilha, född 5 juni 1909, död 28 augusti 2002, var en friidrottare från Brasilien. Han deltog vid olympiska sommarspelen 1932.